# Herbert Spencer
Herbert Spencer (Derby, 27 de abril de 1820 – Brighton, 8 de dezembro de 1903) foi um filósofo, biólogo e antropólogo inglês, bem como um dos representantes do liberalismo clássico.
Spencer foi um profundo admirador da obra de Charles Darwin. É dele a expressão "sobrevivência do mais apto", e em sua obra procurou aplicar as leis da evolução a todos os níveis da atividade humana. É considerado "Pai do Darwinismo Social".
Encontra-se colaboração de sua autoria na revista A imprensa, publicada entre 1885 e 1891.

## Pensamentos
O filósofo aplicou à sociologia ideias que retirou das ciências naturais, criando um sistema de pensamento muito influente a seu tempo. Suas conclusões o levaram a defender a primazia do indivíduo perante a sociedade e o Estado, e a natureza como fonte da verdade, incluindo a verdade moral. No campo pedagógico, Spencer fez campanha pelo ensino da ciência, combateu a interferência do Estado na educação e afirmou que o principal objetivo da escola era a construção do caráter.

## Influência
Enquanto a maioria dos filósofos não consegue atingir muitos seguidores fora do grupo de colegas de profissão, por volta de 1870 e 1880 Spencer tinha alcançado uma popularidade sem precedentes, como o grande volume de suas vendas indica. Foi provavelmente a primeira e talvez a única vez na história, que um filósofo vendeu mais de um milhão de cópias de seus trabalhos durante a sua vida. Nos Estados Unidos, onde as edições piratas ainda eram comuns, sua editora autorizada, a Appleton, vendeu 368.755 cópias entre 1860 e 1903. Este valor não difere muito de suas vendas na sua Inglaterra natal, e uma vez que as edições do resto do mundo são adicionadas a figura de um milhão de cópias parece ser uma estimativa conservadora. Como William James observou, Spencer "ampliou a imaginação, e libertou a mente especulativa de inúmeros médicos, engenheiros, advogados, físicos, químicos, e dos leigos em geral". O aspecto de seu pensamento, que enfatizou o autoaperfeiçoamento do indivíduo encontrou um público pronto na classe trabalhadora qualificada.

## Morte
Faleceu em 8 de dezembro de 1903. Está sepultado no Cemitério de Highgate, em Londres, na Inglaterra.

## Obras
- Estática Social (1851);
- Sistema de Filosofia Sintética;
- O Indivíduo Contra o Estado (1884);
- A Educação Intelectual, Moral e física (1863);
- Os Princípios da Sociologia (1874-1896) trabalho dividido em 3 volumes.